# بمباران اشباع

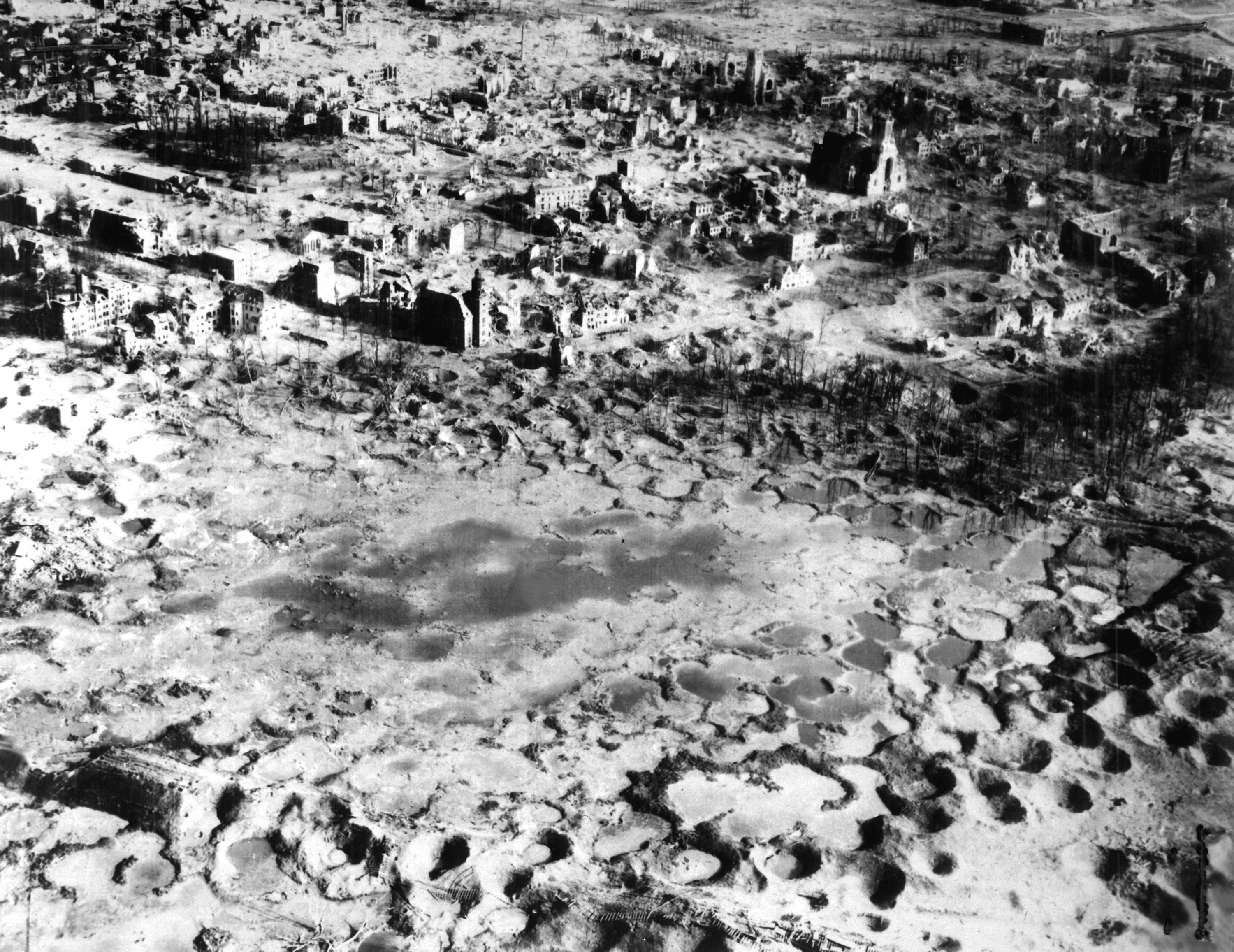
نابودی منطقهٔ وزل به میزان ۹۷٪ پیش از ورود متفقین به آن در ۱۹۴۵

بمباران اشباع یا بمبارانِ فرشی (به انگلیسی: saturation bombing or carpet bombing) بمباران هواییِ بزرگ و همه‌جانبه‌ای است که به گونهٔ پیشرونده‌ای آسیب‌های زیادی را به بخشِ مشخصی از یک منطقه وارد کند.
به بیان دیگر بمباران اشباع، بمباران متراکم یک منطقه با تعداد زیادی بمب است. خساراتِ اینگونه بمباران بگونه‌ای است که تصورِ یک قالی را به بیننده می‌دهد، زیرا همان‌گونه که یک قالی یا فرش کل سطح یک اتاق را می‌پوشاند، در بمباران اشباع (بمباران فرشی) نیز انفجار بمب‌ها کل سطح یک منطقه را تخریب می‌کند. در اینگونه از بمباران معمولاً از بمب‌های غیر هدایت شونده استفاده می‌شود. در برابرِ بمباران اشباع، بمبارانِ دقیق قرار دارد که در آن هدفی کوچک همچون یک پناهگاه زیرزمینی، فرودگاه یا یک واحد نظامی موردِ هجوم قرار می‌گیرد.به طور ساده شخم زدن یک منطقه با بمباران را بمباران اشباع می گویند